# 北川端町 (弘前市)
北川端町（きたかわばたちょう）は、江戸期から現在にかけての青森県弘前市の地名。郵便番号は036-8194。2017年6月1日現在の人口は63人、世帯数は38世帯。

## 地理
土淵川沿い西側に位置する町。町域の北部から南西部は新鍛冶町、南部は南川端町、東部は山道町に接する。

## 歴史
- 寛文13年 - 弘前中惣屋敷絵図によれば新派町として屋敷割はされているが、この時点では住民はまだいない。
- 延宝5年 - 弘前惣御絵図によれば新大工町四丁目として屋敷割りはされているが、まだ住民はいない。
- 享保6年 - 当時の町割帳には川端町とあり。
- 文政年間 - 北川端町と呼ばれる。

### 沿革
- 江戸期 - 弘前城下の一町。
- 明治初年～明治22年 - 弘前を冠称。
- 1899年（明治22年） - 弘前市に所属。

### 地名の由来
土淵川沿いに立地し、南川端町に対するため。

## 施設

### 医療
- なかざわ歯科
- 石戸谷皮フ科医院

### 公共
- 土淵川北川端町緑地

## 小・中学校の学区
市立小・中学校に通う場合、学区は以下の通りとなる。
| 大字     | 番地 | 小学校             | 中学校             |
| -------- | ---- | ------------------ | ------------------ |
| 北川端町 | 全域 | 弘前市立大成小学校 | 弘前市立第三中学校 |

## 交通
- 弘南バス
  - 蓬莱橋（土手町循環100円バス、他）停留所。
- 弘南鉄道大鰐線
  - 中央弘前駅